# Jardim das Acácias
O Jardim das Acácias é um bairro nobre da Zona Oeste da cidade de São Paulo, localizado no distrito do Itaim Bibi, administrado pela Subprefeitura de Pinheiros. É um dos bairros que constituem a região do Brooklin Novo. Limita-se com o Cidade Monções, Vila Cordeiro, Vila Gertrudes e os distritos do Morumbi e Santo Amaro. Nele localiza-se o Morumbi Shopping, a sede administrativa do Grupo Fleury, a sede nacional da multinacional farmaceutica Eli Lilly and Company. e a sede da Companhia City.

## História
Antes da chegada dos colonizadores, a região onde hoje se encontra o Jardim das Acácias era habitada por povos indígenas, principalmente do tronco Tupi-Guarani. Durante o período colonial, a área começou a ser explorada para agricultura, devido ao solo fértil e à proximidade com o rio Pinheiros. A região em que hoje se situa o Brooklin Novo, fazia parte do extinto município de Santo Amaro, que foi incorporado à cidade de São Paulo em 1935.
O bairro foi criado na década de 1920 através do loteamento da Fazenda Casa Grande. Esta grande propriedade rural foi estabelecida em 1822 por Manoel Safino de Arruda, conhecido pela alcunha de Chico Mimi. A fazenda estava localizada no encontro das atuais Avenida Morumbi, Brito Peixoto e Godoy Colaço. Em 1892, o empresário alemão Júlio Klaunig iniciou o loteamento da propriedade, que ocupava a maior parte da área atual do bairro. Os bairros formados pós-loteamento foram: Brooklin Velho, Cidade Monções, Vila Gertrudes, Vila Cordeiro e o Jardim das Acácias. A presença de imigrantes, principalmente italianos e portugueses, foi marcante na formação do bairro, contribuindo para o desenvolvimento de seu caráter urbano e comercial. Um dos loteamentos importantes foi lançado por Afonso de Oliveira Santos, que desenvolveu o bairro entre a Avenida Morumbi e a Avenida Roque Petroni Júnior. Este desenvolvimento foi crucial para a configuração atual do bairro, integrando-o ao crescimento urbano da cidade.
A Companhia Carris de Ferro de São Paulo a Santo Amaro, fundada pelo engenheiro Alberto Kuhlmann, desempenhou um papel crucial no desenvolvimento da região. Esta companhia operava uma ferrovia de bitola estreita que conectava o centro de São Paulo a Santo Amaro. No entanto, a empresa faliu em 1900 e foi incorporada pela São Paulo Tramway, Light and Power Company. Em 1913, a empresa canadense introduziu bondes elétricos na linha, modernizando o transporte na área. Com a introdução dos bondes elétricos, houve um aumento significativo no interesse imobiliário na região. Este desenvolvimento atraiu investimentos tanto públicos quanto privados, transformando a área em um polo industrial e residencial. Essa evolução contínua ajudou a movimentar a economia do estado de São Paulo.
Após a segunda metade do século XX, o bairro começou a perder suas características industriais, evoluindo para a área residencial que conhecemos hoje. Essa transformação refletiu uma tendência mais ampla de urbanização e modernização em São Paulo, adaptando-se às novas demandas econômicas e sociais da cidade.

## Atualidade
Jardim das Acácias é caracterizado por suas ruas arborizadas e a combinação de edifícios residenciais modernos com casas tradicionais. A arquitetura do bairro reflete tanto o passado histórico quanto a modernidade, com construções que variam de casas térreas a prédios de médio porte. A urbanização é planejada, com um equilíbrio entre áreas residenciais e comerciais. No século XXI, consolidou-se como uma área residencial e comercial de classe média-alta, com um ambiente urbano que mistura tranquilidade e conveniência. Possui vias que foram nomeadas com elementos da natureza como: das Margaridas, Jataituba, das Sempre-Vivas, Crisandálias, Madressilva, Pássaros e Flores e homenagens a antigos moradores da região e artistas paulistanos: Guido Caloi e Cacilda Becker. Situa-se em uma área de relevo suave, com altitude média em torno de 760 metros. A presença de áreas verdes é um dos destaques do bairro, com pequenos parques e praças que oferecem espaços de lazer e convivência para os moradores.
A proximidade com importantes regiões comerciais, como a Avenida Engenheiro Luís Carlos Berrini, contribuiu para o aumento do valor imobiliário e o desenvolvimento de infraestrutura no bairro. Mediante a carência de terrenos nos bairros de Vila Olímpia, Vila Cordeiro, Itaim Bibi recebe nos últimos anos uma miríade de lançamentos imobiliários de edifícios de alto padrão como: Cyrela Eden Park by Dror, Brooklin Bricks - TEGRA, Haus Mitre Brooklin, Cyrela Atmosfera Brooklin, PETRA - Lavvi, Stay Charlie - Charlie Brooklyn Studios, Air Brooklin Residence, Tradition Brooklin, Joaquim - Brooklin - Even, Cyrela Atmosfera 360, Condomínio Edifício Acácias, Wonder Brooklin, Condomínio Soul Brooklin, ON Brooklin, Be Urban Metrô Brooklin, Condomínio Edifício Jardim das Acácias, Neo Brooklin, Brook by You, Inc, Quartier Brooklin, Condomínio Edifício Parque Acácias, dentre outros empreendimentos imobiliários que evocam o nome "Brooklin", havendo uma manhattanização do bairro com a perda do casário baixo prévio.
Embora o bairro não seja conhecido por grandes marcos culturais ou históricos, sua diversidade étnica e cultural é evidenciada nas pequenas igrejas e centros comunitários que servem à população local, como a Sara Nossa Terra Brooklin, Instituto Brooklin - A Igreja de Jesus Cristo dos Santos dos Últimos Dias e o Núcleo de Umbanda Águas de Oxum. 
O bairro é bem servido em termos de comércio local, com supermercados, lojas e restaurantes que atendem às necessidades cotidianas dos moradores. Nele localiza-se o Morumbi Shopping e limita-se com o Shopping Market Place oferece uma ampla gama de opções de compras, lazer e entretenimento, incluindo teatros, parques de diversões e playspaces. Dentro de suas dependencias estão: a sede administrativa do Grupo Fleury, a sede nacional da multinacional farmaceutica Eli Lilly and Company, o Centro Paulista De Badminton, o Food Intelligence Laboratório de Análise de Alimentos Ltda e a sede da Companhia City. A Cia City localizada na Avenida Roque Petroni Júnior é uma empresa brasileira que participou ativamente do processo urbanístico da cidade de São Paulo, através da criação de bairros-jardins como: Jardim América, Anhangabaú, City Butantã, Alto da Lapa, City América, Planalto Paulista, Alto de Pinheiros e Pacaembu. É vizinho de Cidade Monções, o que o coloca praticamente ao lado da Marginal Pinheiros. As principais vias de acesso, como as avenidas Morumbi, Santo Amaro e Roque Petroni Júnior, são uma vantagem significativa para quem precisa se locomover diariamente, facilitando a rota de centenas de usuários todos os dias. No que diz respeito ao transporte público, possui a Estação Brooklin da Linha 5-Lilás e seu bicecletário, localizada na Avenida Santo Amaro com a Avenida Roque Petroni Júnior, complementada por várias linhas de ônibus disponíveis na região.